# Moldvai lengyel–török háború (1620–21)

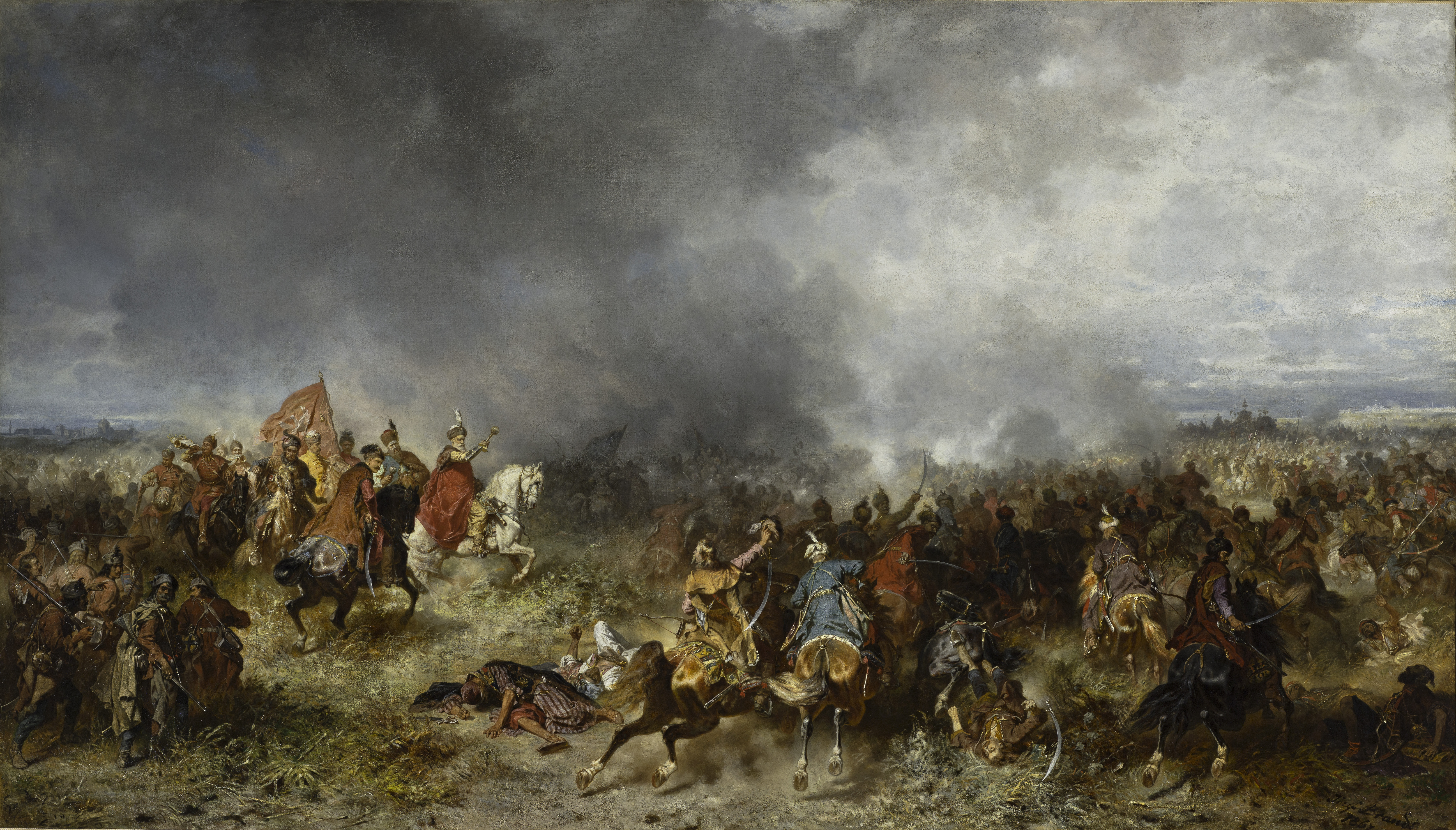
A chocimi csata (1621)

Moldvai lengyel-oszmán háború az Oszmán Birodalom és Lengyelország–Litvánia konfliktusa. A harc a román fejedelemségek ügyén robbant ki, mert a szejm meg akarta hódítani azok területét.
1617-ben előzőleg a svédekkel tört ki háború. A svéd király II. Gusztáv Adolf megtámadta Livóniát és jelentős sikereket ért el az ottani lengyel erőkkel szemben. A Szejm egy időre békét kért Svédországtól, s ezalatt nagyszabású tervbe kezdett bele.
Délen az ukrán területeket (Halics, Podólia) és a török határmenti lengyel részeket rendszeresen érték a tatárok és a törökök portyázó támadásai. A lengyelek szerették volna meghódítani Moldvát és Havasalföldet. Ez nem volt új, mert előzőleg Lengyelország-Litvánia öt alkalommal vezetett hadjáratot a román területekre.
1620 őszén, abban az időpontban – amikor a törökök haderejének java része telelőre indult a Balkán déli részére –, kezdte meg a támadást Stanisław Żółkiewski hetman, a tíz évvel korábbi klusinói csata győztese. Vezetésével egy kb. 10 ezer fős lengyel-litván-ukrán sereg (utóbbi többségében kozákokból állt), átkelt a Pruton és benyomult Besszarábiába.
A seregben számos később neves későbbi történelmi személyiség volt, mint Marcin Kalinowski és Mikołaj „Rewera” Potocki, de a leghíresebb mindközül Bohdan Hmelnickij, aki a zaporozsjei kozákok vezetője, későbbi ukrán uralkodó. Ő szülővárosa, Csihirin kozákjait vezényelte a harcban.
Żółkiewski helyettese a hadjáratban Stanisław Koniecpolski volt, aki a háború után újra induló lengyel-svéd konfliktus során megállítja Gusztáv Adolfot Poznań előtt.
Besszarábia elfoglalása után a lengyelek közvetlenül Moldvában jártak. Az ország fejedelme Gaspar Graziani Żółkiewskihez csatlakozott, abban a reményben, hogy kiszakíthatja országát a oszmán-török alól. Bár az a katonaság, amellyel mellé állt nem volt túl nagy (600-1000 ember), de mielőtt átpártolt volna Iaşiban megölte az ottani janicsárságot.
Az oszmánoknak nem sikerült nagyobb erőt összegyűjteniük, úgy 13, vagy 22-30 000 ezer emberből álló sereggel vonultak Iaşi mellett Żółkiewski ellen. A szeptember–október között megvívott cecorai ütközetben a törökök legyőzték a lengyeleket.
A visszavonulás közben elesett Żółkiewski is. Grazianit Alexandru Iliaş rövidesen megölte.
A vereség a lengyelekre nézve nem volt annyira súlyos, mert a tél közeledtével a törökök nem gondolhattak támadó hadjáratra Lengyelország ellen.
A következő év őszén II. Oszmán török szultán kb. 120-150 000 fős sereg élén indult Ukrajna felé.
Chocim (ma Hotin, Ukrajna) alatt, még mindig a török területen Jan Karol Chodkiewicz litvániai hetman és Petro Szahajdacsnij kozák hetman összevonta erőit és majdnem két hétig tartó összecsapásokban visszaverték a szultán.
A háborút lezáró budzsáki béke a korábbi határokon állapodott meg. Ellenben a törökök és a tatárok folytatták portyázásaikat a lengyel és az ukrán területekre. Erre hasonlóképp feleltek a lengyelek és a kozákok is, akik a török-tatár országrészekbe indítottak portyázásokat.
1633-ban a törökkel kirobbant egy újabb háborúja Lengyelország-Litvániának, amely 1634-ig tartott.
A háború csatái: Cecorai csata (1620), Chocimi csata (1621)